# Liguilla Pre-Libertadores 1992 (Chile)
La Liguilla Pre-Libertadores 1992 fue la 18.ª versión de la Liguilla Pre-Libertadores, torneo clasificatorio para Copa Libertadores de América organizado por la Asociación Nacional de Fútbol Profesional. 
El ganador de esta edición fue Universidad Católica, que derrotó 3-1 a Universidad de Chile en un partido definitorio, tras ambos equipos terminar empatados en el primer lugar, clasificando a la Copa Libertadores 1993.

## Reglas
Al igual que el año anterior se desarrolla en dos etapas, los seis equipos clasificados, aquellos que ocuparon los lugares segundo a séptimo en la tabla final del Torneo Nacional, disputan una primera fase formando tres parejas, de las cuales clasifican los tres primero y el mejor segundo para jugar la liguilla final, todos contra todos.  
En caso de igualdad de puntaje de dos equipos, se juega un partido único de definición. Si la igualdad se produce entre más de dos equipos, para determinar quienes juegan ese partido único, se sigue el siguiente sistema:
-	Mejor diferencia de goles en la Liguilla,

-	Mayor cantidad de goles en la Liguilla, 

-	Mejor ubicación al término del campeonato, 

-	Por sorteo.
En caso de que el partido definitorio termine igualado, se jugarán dos tiempos suplementarios de 15 minutos cada uno, de persistir el empate se define mediante lanzamiento de penales. 

## Equipos participantes
| Equipo               | Vía de clasificación                               |
| -------------------- | -------------------------------------------------- |
| Colo-Colo            | Subcampeón de la Primera División de Chile 1992    |
| Universidad Católica | Tercer lugar de la Primera División de Chile 1992  |
| Universidad de Chile | Cuarto lugar de la Primera División de Chile 1992  |
| Unión Española       | Quinto Lugar de la Primera División de Chile 1992  |
| O'Higgins            | Sexto Lugar de la Primera División de Chile 1992   |
| Deportes Antofagasta | Séptimo lugar de la Primera División de Chile 1992 |

## Desarrollo Pre-Liguilla
| Eliminatoria Liguilla Pre-Libertadores 1992 1ª Fase; 23 de diciembre de 1992 | Universidad de Chile | 1:0 (0:0) | Unión Española | Estadio Nacional, Santiago                                      |                                                                 |
|                                                                              | Cofré 74'            |           |                | Asistencia: 19.379 espectadores Árbitro(s): Salvador Imperatore | Asistencia: 19.379 espectadores Árbitro(s): Salvador Imperatore |

| Eliminatoria Liguilla Pre-Libertadores 1992 1ª Fase; 27 de diciembre de 1992 | Unión Española                                | 4:1 (2:0) (Global 4:2) | Universidad de Chile | Estadio Nacional, Santiago                                |                                                           |
|                                                                              | Sierra 10' · Castillo 20', 56' · Zambrano 49' |                        | 59' Beltramo         | Asistencia: 14.153 espectadores Árbitro(s): Carlos Robles | Asistencia: 14.153 espectadores Árbitro(s): Carlos Robles |
| Clasifica Unión Española. Clasifica Universidad de Chile como Mejor Segundo. |                                               |                        |                      |                                                           |                                                           |

| Eliminatoria Liguilla Pre-Libertadores 1992 1ª Fase; 23 de diciembre de 1992 | O'Higgins                      | 3:6 (1:2) | Universidad Católica                                                | Estadio El Teniente, Rancagua                            |                                                          |
|                                                                              | De Luca 1', 80' · Brizuela 77' |           | 17' Almada · 37' Tupper · 69', 73' Pérez · 75' Romero · 85' Cardozo | Asistencia: 8.441 espectadores Árbitro(s): Gastón Castro | Asistencia: 8.441 espectadores Árbitro(s): Gastón Castro |

| Eliminatoria Liguilla Pre-Libertadores 1992 1ª Fase; 26 de diciembre de 1992 | Universidad Católica | 0:1 (0:0) (Global 6:4) | O'Higgins    | Estadio San Carlos de Apoquindo, Santiago                |                                                          |
|                                                                              |                      |                        | 72' Brizuela | Asistencia: 5.285 espectadores Árbitro(s): Enrique Marín | Asistencia: 5.285 espectadores Árbitro(s): Enrique Marín |
| Clasifica Universidad Católica                                               |                      |                        |              |                                                          |                                                          |

| Eliminatoria Liguilla Pre-Libertadores 1992 1ª Fase; 23 de diciembre de 1992 | Deportes Antofagasta | 0:3 (0:0) | Colo-Colo                         | Estadio Regional, Antofagasta                             |                                                           |
|                                                                              |                      |           | 63', 77' Adomaitis · 75' González | Asistencia: 8.487 espectadores Árbitro(s): Eduardo Gamboa | Asistencia: 8.487 espectadores Árbitro(s): Eduardo Gamboa |

| Eliminatoria Liguilla Pre-Libertadores 1992 1ª Fase; 26 de diciembre de 1992 | Colo-Colo | 1:1 (0:1) (Global 4:1) | Deportes Antofagasta | Estadio Monumental, Santiago                              |                                                           |
|                                                                              | Rubio 78' |                        | 32' Vergara          | Asistencia: 18.178 espectadores Árbitro(s): Iván Guerrero | Asistencia: 18.178 espectadores Árbitro(s): Iván Guerrero |
| Clasifica Colo-Colo.                                                         |           |                        |                      |                                                           |                                                           |

## Desarrollo Liguilla Clasificatoria
Primera Fecha
| Liguilla Pre-Libertadores 1992 1º fecha; 2 de enero de 1993 | Unión Española                   | 2:1 (1:0) | Colo-Colo | Estadio Nacional, Santiago                                 |                                                            |
|                                                             | Zambrano 37' · Sierra 88' (pen.) |           | 62' Rubio | Asistencia: 39.924 espectadores Árbitro(s): Eduardo Gamboa | Asistencia: 39.924 espectadores Árbitro(s): Eduardo Gamboa |

| Liguilla Pre-Libertadores 1992 1º fecha; 3 de enero de 1993 | Universidad de Chile                    | 3:1 (2:0) | Universidad Católica | Estadio Nacional, Santiago                                |                                                           |
|                                                             | Puyol 11' (pen.) · Jara 31' · Cofré 57' |           | 69' López            | Asistencia: 56.536 espectadores Árbitro(s): Enrique Marín | Asistencia: 56.536 espectadores Árbitro(s): Enrique Marín |

Segunda Fecha
| Liguilla Pre-Libertadores 1992 2º fecha; 6 de enero de 1993 | Universidad Católica      | 2:2 (0:2) | Colo-Colo                          | Estadio Nacional, Santiago                                |                                                           |
|                                                             | Pérez 52' · Contreras 65' |           | 8' Martínez · 42' (pen.) Adomaitis | Asistencia: 49.008 espectadores Árbitro(s): Carlos Robles | Asistencia: 49.008 espectadores Árbitro(s): Carlos Robles |

| Liguilla Pre-Libertadores 1992 2º fecha; 7 de enero de 1993 | Universidad de Chile | 0:0 | Unión Española | Estadio Nacional, Santiago                                |  |
|                                                             |                      |     |                | Asistencia: 59.236 espectadores Árbitro(s): Iván Guerrero |  |

Tercera Fecha 3
| Liguilla Pre-Libertadores 1992 3º fecha; 10 de enero de 1993 | Universidad Católica               | 2:0 (0:0) | Unión Española | Estadio Monumental, Santiago                              |                                                           |
|                                                              | Barrera 70' · Contreras 82' (pen.) |           |                | Asistencia: 15.715 espectadores Árbitro(s): Gastón Castro | Asistencia: 15.715 espectadores Árbitro(s): Gastón Castro |

| Liguilla Pre-Libertadores 1992 3º fecha; 10 de enero de 1993 | Colo-Colo | 1:0 (0:0) | Universidad de Chile | Estadio Nacional, Santiago                               |                                                          |
|                                                              | Rubio 88' |           |                      | Asistencia: 72.914 espectadores Árbitro(s): Hernán Silva | Asistencia: 72.914 espectadores Árbitro(s): Hernán Silva |

## Tabla de posiciones
|  | Pos. | Equipos              | PJ | PG | PE | PP | GF | GC | Dif. | Pts. |
|  | ---- | -------------------- | -- | -- | -- | -- | -- | -- | ---- | ---- |
|  | 1.   | Universidad de Chile | 3  | 1  | 1  | 1  | 3  | 2  | +1   | 3    |
|  | 2.   | Universidad Católica | 3  | 1  | 1  | 1  | 5  | 5  | 0    | 3    |
|  | 3.   | Colo-Colo            | 3  | 1  | 1  | 1  | 4  | 4  | 0    | 3    |
|  | 4.   | Unión Española       | 3  | 1  | 1  | 1  | 2  | 3  | -1   | 3    |
|  |      |                      |    |    |    |    |    |    |      |      |

|  | Universidad de Chile y Universidad Católica clasifican a un partido de Desempate, para determinar que equipo clasifica como "Chile 2" para la Copa Libertadores 1993 como "Chile 2". |

### Final por la liguilla
| 13 de enero de 1993 | Universidad Católica | 3:1 (2:1) | Universidad de Chile | Estadio Nacional de Santiago, Santiago                    |                                                           |
|                     | Almada 14', 45', 90' |           | 12' Mora             | Asistencia: 72.740 espectadores Árbitro(s): Enrique Marín | Asistencia: 72.740 espectadores Árbitro(s): Enrique Marín |

|  | Universidad Católica se adjudicó Campeón de la Liguilla Pre-Libertadores 1992, al ganar a Universidad de Chile en el Partido de Desempate, por lo demás clasifica para la Copa Libertadores 1993 como "Chile 2". |

## Ganador
| Chile                                   |
| Ganador Universidad Católica            |
| Clasificado a la Copa Libertadores 1993 |